# روبن راميريز
روبن راميريز (بالإسبانية: Robin Ramírez)‏ (11 نوفمبر 1989 في باراغواي - ) هو لاعب كرة قدم باراغواياني في مركز الهجوم. شارك مع منتخب الباراغواي تحت 20 سنة لكرة القدم ومنتخب باراغواي لكرة القدم. أما مع النوادي، فقد لعب مع ديبورتيفو كالي ونادي أونيفرسيداد ناسيونال ونادي ليبرتاد وناسيونال أسونسيون وديبورتيس توليما وروبيو نيو ‏.

## وصلات خارجية
- روبن راميريز على موقع قاعدة بيانات كرة القدم.إي يو (الإنجليزية)
- روبن راميريز على موقع ناشيونال فوتبول تيمز (الإنجليزية)
- روبن راميريز على موقع Soccerway.com (الإنجليزية)
- روبن راميريز على موقع AS.com (الإسبانية)